# Staatliches Amt für Atomsicherheit und Strahlenschutz
Das Staatliche Amt für Atomsicherheit und Strahlenschutz (SAAS) war das Organ des Ministerrats der Deutschen Demokratischen Republik zur Durchsetzung der Belange der Atomsicherheit und des Strahlenschutzes. Dabei umfasst die Atomsicherheit  die nukleare Sicherheit und die Maßnahmen zur Verhinderung der missbräuchlichen Anwendung der Atomenergie. Das SAAS wurde im August 1973 gegründet und entstand aus der Staatlichen Zentrale für Strahlenschutz. Das Amt wurde im Rahmen der Maßnahmen zur deutschen Einheit bis zum Juli 1991 aufgelöst. Der Dienstsitz war Berlin-Lichtenberg (OT Karlshorst).

## Geschichte
Das Amt wurde auf Beschluss des Ministerrates der Deutschen Demokratischen Republik (DDR) im August 1973 gegründet. Die Stellung des Amtes, seine Aufgaben und Arbeitsweise sowie seine Arbeitsorganisation waren in einem Statut geregelt. Dabei wurde als Atomsicherheit sowohl die nukleare Sicherheit als auch der Schutz vor einer missbräuchlichen Anwendung der Kernenergie verstanden. Vorgänger des SAAS sind das 1957 errichtete Institut für Staubforschung und radioaktive Schwebestoffe sowie die 1959 gegründete Zentrale für radioaktive Rückstände und Abfälle. Das Amt entstand aus der im Juli 1962 gegründeten Staatlichen Zentrale für Strahlenschutz (SZS). Die Anfänge der SZS bildeten Strukturen aus dem Verantwortungsbereich des Amts für Kernforschung und Kerntechnik (AKK), das im ersten Halbjahr 1963 aufgelöst wurde und des Ministeriums für Gesundheitswesen. Zur SZS zusammengeführt wurden zunächst:
- die Abteilung Strahlenschutz des AKK,
- das Institut für Staubforschung und radioaktive Schwebstoffe, Berlin-Friedrichshagen,
- die Zentrale für radioaktive Abfälle Lohmen,
- die Arbeitsstelle für Physik und Dosimetrie des AKK,
- die Inspektion und zentrale Untersuchungsstelle für Strahlenhygiene  (Bereich des Ministeriums für Gesundheitswesen).

Mit der SZS sollte eine unabhängige zentrale Institution mit Verantwortung für alle Probleme des Strahlenschutzes geschaffen werden. Diese strikte Trennung der Verantwortung für die Entwicklung und Anwendung der Kernenergie und der ionisierenden Strahlung und die Kontrolle der Sicherheit wurde mit dem Statut des SAAS bekräftigt.
Im Verlauf der Entwicklung ergaben sich zahlreiche Veränderungen und Erweiterungen. Hervorzuheben ist der Aufbau von Strukturen
- für die Gewährleistung der kerntechnischen Sicherheit
- für umfangreiche Strahlenschutzmedizinische Untersuchungen und Kontrollen,
- zur Aus- und Weiterbildung von Fachkräften im Strahlenschutz (bis zum Angebot eines postgradualen Studiums),
- zur internationalen Zusammenarbeit mit der Sowjetunion, den Staaten des Rats für gegenseitige Wirtschaftshilfe und der Internationalen Atomenergie-Organisation (IAEO) in Wien,
- für die Durchführung der Kernmaterialkontrolle nach dem Vertrag über die Nichtverbreitung von Kernwaffen.

Im Rahmen der deutschen Wiedervereinigung wurde das SAAS aufgelöst. Nach bundesdeutschem Recht sind für fast alle Vollzugsaufgaben des Strahlenschutzes und der Reaktorsicherheit entsprechend der föderalen Struktur die Länder zuständig, im Gegensatz zur DDR, die eher eine zentralisierte staatliche Organisation hatte. Aufgaben des SAAS, die auch in der Bundesrepublik zu den Aufgaben des Bundes gehören, wurden in einen Fachbereich Strahlenschutz des Bundesamtes für Strahlenschutz (BfS) überführt, andere in die Fachbereiche des BfS für kerntechnische Sicherheit und radioaktive Abfälle Bis zum 30. Juni 1991 wurden Aufgaben vorübergehend von der Gemeinsamen Einrichtung der Länder (GEL) übernommen, bevor sie anschließend in Länderhoheit übergingen. Viele der über 600 SAAS-Mitarbeiter wurden von Institutionen mit vergleichbaren Aufgabengebieten übernommen, z. B. vom Bundesumweltministerium (BMUB), von der Gesellschaft für Anlagen- und Reaktorsicherheit (GRS), vom Bundesgesundheitsamt (BGA) und den neu entstehenden Landesbehörden, aber auch von der Industrie. Andere kamen zunächst in eine Warteschleife, die für einige direkt in den Ruhestand oder aber (zumindest vorübergehend) in die Arbeitslosigkeit führte.

## Aufgaben und Arbeitsweise
Das Amt hatte die Verantwortung dafür, dass die auf den Gebieten von Atomsicherheit und Strahlenschutz nötigen Arbeiten in allen Bereichen der Volkswirtschaft, bei Forschungsaufgaben und der Ausbildung von Fachkräften geplant und durchgeführt werden.
Es waren Grundsätze zu erarbeiten für ein einheitliches Vorgehen für
- den Strahlenschutz der Bevölkerung und von beruflich strahlenexponierten Menschen,
- den Schutz der Umwelt und von Sachgütern vor radioaktiver Kontamination,
- die Lagerung radioaktiver Abfälle und
- die Gewährleistung der Atomsicherheit

In diesem Zusammenhang hatte das Amt die Verpflichtung, internationale wissenschaftliche Erkenntnisse zu analysieren, sie durch eigene Untersuchungen zu vertiefen  und bei der eigenen Arbeit zu berücksichtigen.
Das SAAS legte für die DDR verbindliche Grenzwerte, Richtwerte und Normative zu Atomsicherheit und Strahlenschutz fest. Es erteilte Genehmigungen für alle Arten des Verkehrs mit radioaktiven Stoffen, den Betrieb von Kernanlagen oder anderen Anlagen, die ionisierende Strahlung aussenden. Für Strahlenquellen, verschiedene Anlagen, die ionisierende Strahlung erzeugen und Strahlenschutzmittel wurden Bauartzulassungen erteilt und Strahlenschutzmittel sowie Messgeräte erprobt.
Die entsprechenden Rechtsvorschriften wurden laufend dem Stand von Wissenschaft und Technik sowie den  internationalen Empfehlungen im Fachgebiet angepasst. 1974 existierten bereits 46 Rechtsvorschriften, die alle damals aktuellen internationalen Empfehlungen in vollem Umfang berücksichtigten. Wichtige Schritte zur weiteren Entwicklung der Rechtsordnung für die Anwendung der Atomenergie und den Schutz vor ihren Gefahren waren die Neufassung des Atomenergiegesetzes.  und die neu konzipierte Verordnung über die Gewährleistung von Atomsicherheit und Strahlenschutz in den Jahren 1983/84. Es entstand eine Rechtsnorm, die eigene und internationale Erfahrungen, den Stand von Wissenschaft und Technik sowie die Empfehlungen fachkundiger Organisationen – insbesondere der Internationalen Strahlenschutzkommission und der Internationalen Atomenergie-Organisation in vollem Umfang berücksichtigten.
Die ständige wissenschaftliche Zusammenarbeit mit der UdSSR und den Ländern des RGW im Fachgebiet war zu gewährleisten. Insbesondere war die Tätigkeit fachspezifischer  Gremien des RGW zu organisieren und zu erledigen.  Das Amt konnte im Fachgebiet  Verträge zur internationalen Zusammenarbeit abschließen.
Das Amt war verantwortlich für die Durchführung von Abkommen zu  Atomsicherheit und Strahlenschutz im Rahmen internationaler Verträge. Es realisierte Maßnahmen, die sich aus Verpflichtungen zu internationalen Kontrollen ergaben. Hervorzuheben sind hier die umfangreichen Kontrollen und internationalen Inspektionen im Zusammenhang mit dem Vertrag über die Nichtverbreitung von Kernwaffen sowie zum physischen Schutz von Kernmaterial und Kernanlagen.
Das SAAS war das zuständige zentrale staatliche Organ für die Wahrnehmung der Mitgliedschaft der DDR in der Internationalen Atomenergie-Organisation (IAEO). Es war verantwortlich für die fachwissenschaftliche Vertretung der DDR auf dem Gebiet von Atomsicherheit und Strahlenschutz im UNO-System sowie im Rahmen sonstiger Mitgliedschaften der DDR in internationalen Organisationen.
Das SAAS hatte umfangreiche Aufgaben auf dem Gebiet der medizinischen Maßnahmen für den Strahlenschutz. Das betraf Tauglichkeitsuntersuchungen, medizinische Kontrollen während der Tätigkeit sowie die personendosimetrische und inkorporationsdiagnostische Überwachung beruflich strahlenexponierter Personen. Schließlich oblag ihm die Begutachtung und Oberbegutachtung von Strahlenschäden.
Das Amt hatte die Ermittlung der Grundstrahlung und die Kontrolle von Umwelt und Nahrungsmitteln auf radioaktive Stoffe zu veranlassen oder selbst durchzuführen. Erfolgreich bestand das System zur Umweltüberwachung die große Belastungsprobe nach der Nuklearkatastrophe von Tschernobyl. Das SAAS koordinierte den Einsatz der vorhandenen Fachleute und Messmittel. Es organisierte die zentrale Erfassung und die fundierte Auswertung der Messwerte. Jederzeit standen gesicherte Messwerte zur Beurteilung der Strahlungsverhältnisse in der Umwelt zur Verfügung.
Einen großen Arbeitsaufwand verlangte die Kontrolle der Einhaltung der Rechtsvorschriften in den Betrieben und Einrichtungen zum Verkehr mit radioaktiven Stoffen oder dem Betrieb von Kernanlagen. Der Kontrolle durch das SAAS unterlagen auch die Ableitungen radioaktiver Stoffe mit der Abluft oder dem Abwasser sowie Maßnahmen des Havarie- und Katastrophenschutzes bei der Anwendung der Kernenergie.
Der Verantwortung entsprechend verfügte das SAAS über umfangreiche Rechte zur Abforderung von Berichten oder Stellungnahmen sowie zur Überprüfung an Ort und Stelle durch Fachkräfte auf dem Gebiet von Atomsicherheit und Strahlenschutz als Inspektionen.
In den letzten Jahren wurde zunehmende Aufmerksamkeit der Kontrolle erhöhter natürlicher Radioaktivität in den Uranbergbaugebieten gewidmet, auch wenn eine unmittelbare Kontrolle der Sowjetisch-Deutschen AG Wismut nicht möglich war. Auch  erhöhte Strahlenexpositionen durch Radon in Wohnhäusern wurden erfasst.
Schließlich oblag dem Amt die Durchführung oder Koordinierung aller Maßnahmen zur Aus- und Weiterbildung auf dem Gebiet der Atomsicherheit und des Strahlenschutzes. Das Amt war darüber hinaus das Informationszentrum auf dem Gebiet von Atomsicherheit und Strahlenschutz und verpflichtet Fachkräfte und leitende Mitarbeiter von Institutionen mit den für ihre Arbeit nötigen Informationen zu versorgen. In dieser Aufgabe wirkte das SAAS auch am International Nuclear Information System der Atomenergie-Organisation (IAEA INIS) mit. Es sorgte für die Eingabe von entsprechenden Informationen und Veröffentlichungen aus der DDR und verwaltete die vom IAEA INIS zur Verfügung gestellten Dokumente.